# 11.ª Divisão Panzergrenadier de Voluntários SS Nordland
A 11.ª Divisão Panzergrenadier de Voluntários SS Nordland foi uma divisão Panzergrenadier das Waffen-SS durante a Segunda Guerra Mundial. O seu quartel-general ficava em Graz. Foi criada pela junção de três legiões alemãs: Niederlande, Danemark e Norwegen. Era constituída , na sua maioria, por voluntários de etnia alemã dos de Países nórdicos. Participou na Batalha de Narva e na Batalha de Berlim onde praticamente foi destruída.

## Composição
- 23.º Regimento SS-Panzergrenadier Norge
- 24.º Regimento SS-Panzergrenadier Danmark
- 11.º Batalhão SS-Panzer Herman von Salza
- 11.º Regimento de Artilharia SS
- 11.º Batalhão de Reconhecimento SS-Panzer
- 11.º Batalhão SS-Sturmgeschutz
- 11.º Batalhão SS-Panzerjäger
- 11.º Batalhão de Sinalização SS
- 11.º Batalhão de Engenharia SS
- 11.º SS-Nachrichtung Abteilung Truppen
- 11.º Tropas de Abastecimentos SS
- 11.º Batalhão de Manutenção SS
- 11.º Batalhão SS-Wirtschafts
- 11.º Pelotão de Reportagem de Guerra SS
- 11.º Polícia Militar SS
- 11.º Batalhão de Reserva SS
- 11.ª Companhia SS-Bewährungs
- 11.º Batalhão Médico SS
- 521.º Batalhão SS-Werfer
- 11.º Regimento SS-Jäger